# Svetislav
Svetislav je moško osebno ime.

## Izvor imena
Svetislav je ime slovanskega izvora, ki je zloženo iz besed svet in slav. Morfem svet v zloženih staroslovanskih osebnih imenih je po mnjenju Frana Miklošiča prvotno pomenil »silen, močen«. Z uveljavljanjem krščanstva in takrat tukih krščanskih imen so se imena s členom svet približala tujim imenom, ki so nastala iz latinskega sanctus ali so sorodne nemškemu heilig. Taki imeni sta npr. italijansko Santo ali nordijsko Helga.

## Različice imena
- moške različice imena: Santo, Sveta, Svetin, Svetko, Sveto, Svetolik, Svetoljub, Svetomir, Svetopolk, Svetoslav, Svetovit, Svetozar
- ženske različice imena: Sveta, Svetina, Svetislava, Svetislavica, Svetka, Svetomira

## Pogostost imena
Po podatkih Statističnega urada Republike Slovenije je bilo na dan 31. decembra 2007 v Sloveniji število moških oseb z imenom Svetislav: 89.

## Osebni praznik
V koledarju je ime  Svetislav oziroma Svetko zapisano 2. junija (Svetko, diakon, lyonski mučenec).

## Priimki nastali iz imena
Po imenih Svetislav in njegovih različicah so nastali priimki: Svet, Svete, Svetec, Svetko, Svetonja, Svetej, Svetik, Svetič, Svetin, Svetina in druga.